# Руокоярви (озеро, Калевальский район)
Руокоярви — озеро на территории Луусалмского сельского поселения Калевальского района Республики Карелии.

## Общие сведения
Площадь озера — 1,4 км², площадь водосборного бассейна — 17,8 км². Располагается на высоте 107,7 метров над уровнем моря.
Форма озера продолговатая: оно вытянуто с северо-запада на юго-восток. Берега каменисто-песчаные, местами заболоченные.
Из залива на западной стороне озера вытекает безымянный водоток, впадающий с левого берега в реку Руокойоки, которая, в свою очередь, впадает в озеро Верхнее Куйто.
Код объекта в государственном водном реестре — 02020000811102000004593.